# Zhou Xuan

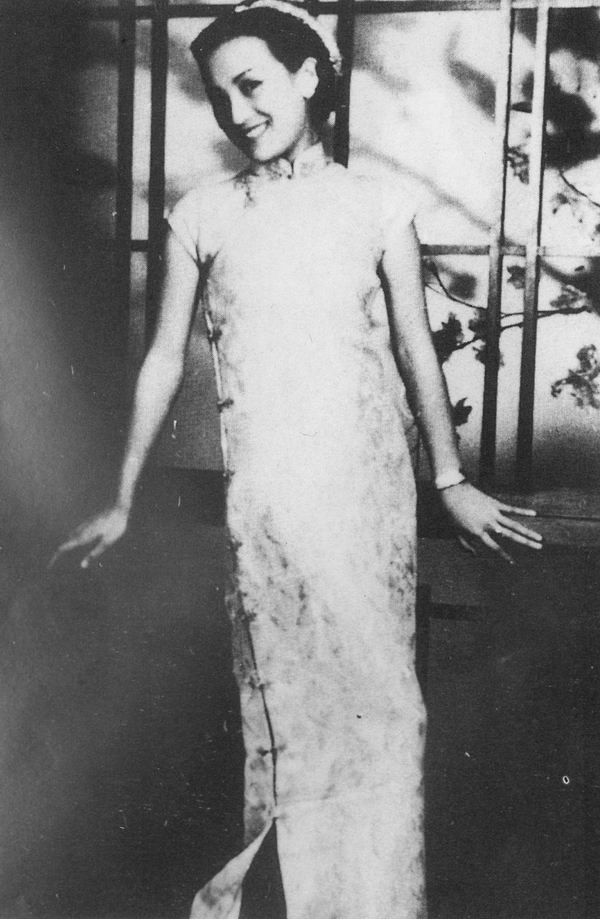
Zhou Xuan

Zhou Xuan (周璇 - Chow Hsuan) née le 1er août 1918 et morte le 22 septembre 1957 à Shanghai, est une chanteuse et actrice chinoise. Surnommée La voix d'or, elle fut l'une des artistes chinoises les plus populaires des années 1930 et 1940. 

## Biographie

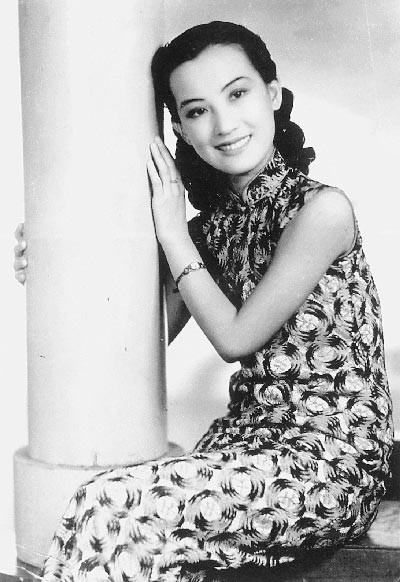

Zhou est née sous le nom de Su Pu (蘇璞), et est séparée de ses parents naturels étant jeune. Elle est élevée à Shanghai par des parents adoptifs dont elle prend le nom de famille Zhou. À 13 ans, elle choisit le nom de scène Xuan, signifiant « jolie jade » en chinois. Zhou Xuan a recherché ses parents biologiques toute sa vie, mais ils ne furent retrouvés qu'après sa mort. 
Xuan débute au cinéma en 1935, dans Les Enfants de Chine (en) (風雲兒女, Fēng yǔn ér nǔ), et devient une véritable star en 1937 avec Les Anges du boulevard (馬路天使, malu tianshi), de Yuan Muzhi. Entre 1946 et 1950, elle tourne plusieurs films à Hong Kong. Elle rentre ensuite à Shanghai et souffre par la suite de fréquentes dépressions, fait plusieurs séjours en hôpital psychiatrique et meurt d'une encéphalite en 1957, à 39 ans. En tout, elle a joué et chanté dans quarante-trois films. 
En juillet 1949, elle est reconnue comme l'une des quatre grandes actrices par les médias hongkongais, aux côtés de Li Li-Hua, Wang Danfeng et Bai Guang. 
Lorsque Xuan meurt en 1957, elle laisse derrière elle deux jeunes fils, Zhou Min et Zhou Wei. L'actrice Huang Zongying les adopte. 

## Filmographie
- 1937 : Malu tianshi (Les Anges du boulevard) de Yuan Muzhi : Xiao Hong
- 1940 : L’Histoire de la chambre de l’Ouest de Zhang Shichuan[2]
- 1941 : La Nuit profonde de Zhang Shichuan
- 1941 : La Favorite Mei Fei de Zhang Shichuan : Mei Fei
- 1943 : Yu jia nu de Bu Wancang
- 1947 : Yi jiang nan de Wu Tian et Yunwei Ying
- 1947 : Ye dian de Huang Zuolin : Shi Xiao Mei
- 1947 : Chang xiang si (Dans l’attente de son amour) de He Zhaozhang
- 1947 : Ashiou ou la déesse de l’amour de Wu Zuguang : Ashiou
- 1947 : Ge you qian qiu de Zhu Shilin : Yu Bihua
- 1947 : L’Air d’une chanteuse de Fang Peilin
- 1948 : Quiproquo de Fang Peilin : Zhou Ying
- 1948 : Qing gong mi shi (L’Histoire secrète de la Cour des Qing)  de Zhu Shilin : la Favorite Zhen
- 1950 : Hua jie de Yueh Feng
- 1953 : Cai hong qu de Yueh Feng